# Sud-Est du Rio Grande do Sul
La mésorégion Sud-Est du Rio Grande do Sul est une des sept mésorégions du Rio Grande do Sul. Elle est formée par l'association de vingt-cinq municipalités regroupées en quatre microrégions. Elle recouvre une aire de 42 539,655 km2 pour une population de 942 938 habitants (IBGE - 2005). Sa densité est de 22,2 hab./km2. Son IDH est de 0,783 (PNUD/2000). Elle borde l'océan Atlantique, la Lagoa dos Patos et la Lagoa Mirim et est limitrophe de l'Uruguay, par ses départements de Rocha, Treinta y Tres et Cerro Largo.

## Microrégions
- Jaguarão
- Littoral lagunaire
- Pelotas
- Serras du Sud-Est

## Mésorégions limitrophes
- Sud-Ouest du Rio Grande do Sul
- Centre-Ouest du Rio Grande do Sul
- Centre-Est du Rio Grande do Sul
- Métropolitaine de Porto Alegre